# Condado de Mobile
O Condado de Mobile (pronúncia: Mo-bil e não Mo-baile, em inglês:  Mobile County) é um dos 67 condados do estado norte-americano do Alabama. De acordo com o censo de 2022, sua população é de 411.411 habitantes. A sede e maior cidade do condado é Mobile. Foi fundado em 18 de dezembro de 1812 e o seu nome provém de Fort Louis de la Mobile, uma fortificação francesa na zona, por sua vez talvez proveniente de um termo em choctaw que designa "remador".
É o segundo condado mais populoso do Alabama.
É banhado pelo rio Mobile.

## Geografia
De acordo com o censo, sua área total é de 4260 km², destes sendo 3184 km² de terra e 1076 km² de água.

### Condados adjacentes
- Condado de Washington, norte
- Condado de Baldwin, leste
- Condado de Jackson (Mississippi), sudoeste
- Condado de George (Mississippi), oeste
- Condado de Greene (Mississippi), noroeste

### Áreas de proteção nacional
- Refúgio Nacional de Vida Selvagem Bon Secour (parte)
- Refúgio Nacional de Vida Selvagem Grand Bay (parte)

## Transportes

### Principais rodovias
- Interstate 10
- Interstate 65
- Interstate 165
- U.S. Highway 43
- U.S. Highway 45
- U.S. Highway 90
- U.S. Highway 98
- State Route 158
- State Route 163
- State Route 188
- State Route 193
- State Route 213
- State Route 217

## Demografia
| Crescimento populacional | Crescimento populacional | Crescimento populacional | Crescimento populacional |
| Censo                    | Pop.                     |                          | %±                       |
| ------------------------ | ------------------------ | ------------------------ | ------------------------ |
| 1820                     | 2 672                    |                          | —                        |
| 1830                     | 6 267                    |                          | 134,5%                   |
| 1840                     | 18 741                   |                          | 199,0%                   |
| 1850                     | 27 600                   |                          | 47,3%                    |
| 1860                     | 41 131                   |                          | 49,0%                    |
| 1870                     | 49 311                   |                          | 19,9%                    |
| 1880                     | 48 653                   |                          | −1,3%                    |
| 1890                     | 51 587                   |                          | 6,0%                     |
| 1900                     | 62 740                   |                          | 21,6%                    |
| 1910                     | 80 854                   |                          | 28,9%                    |
| 1920                     | 100 117                  |                          | 23,8%                    |
| 1930                     | 118 363                  |                          | 18,2%                    |
| 1940                     | 141 974                  |                          | 19,9%                    |
| 1950                     | 231 105                  |                          | 62,8%                    |
| 1960                     | 314 301                  |                          | 36,0%                    |
| 1970                     | 317 308                  |                          | 1,0%                     |
| 1980                     | 364 980                  |                          | 15,0%                    |
| 1990                     | 378 643                  |                          | 3,7%                     |
| 2000                     | 399 843                  |                          | 5,6%                     |
| 2010                     | 412 992                  |                          | 3,3%                     |
| Fonte: US Census         |                          |                          |                          |

De acordo com o censo de 2022:
- População total: 411.411
- Densidade: 129 hab/km²
- Residências: 186.226
- Famílias: 158.045
- Composição da população:
  - Brancos: 58,5%
  - Negros: 36,6%
  - Nativos americanos e do Alaska: 0,9%
  - Asiáticos: 2,1%
  - Duas ou mais raças: 1,8%
  - Hispânicos ou latinos: 3,1%

## Comunidades

### Cidades
- Bayou La Batre
- Chickasaw
- Citronelle
- Creola
- Mobile (sede)
- Prichard
- Saraland
- Satsuma
- Semmes

### Vilas
- Dauphin Island
- Mount Vernon

### Áreas censitárias
- Axis
- Belle Fontaine
- Bucks
- Calvert (parcialmente no condado de Washington)
- Chunchula
- Grand Bay
- Gulfcrest
- Movico
- Theodore
- Tillmans Corner

### Comunidades não-incorporadas
- Alabama Port
- Cloverdale
- Coden
- Crawford
- Eight Mile
- Fernland
- Heron Bay
- Irvington
- Kushla
- Le Moyne
- Lloyds
- Mauvilla
- Mon Louis
- Pennsylvania
- St. Elmo
- Tanner Williams
- Toulminville
- Union Church
- Whistler
- Wilmer

### Cidade-fantasma
- Beaver Mills